# Stora Tåtjärnen
Stora Tåtjärnen är en sjö i Kungsbacka kommun i Halland och ingår i Rolfsåns huvudavrinningsområde. Sjön är 9,1 meter djup, har en yta på 0,06 kvadratkilometer och befinner sig 101 meter över havet.